# Giaime Pintor (giornalista 1949)
Giaime Pintor (Roma, 1949 – Trieste, 10 novembre 1997) è stato un giornalista, critico musicale e scrittore italiano.

## Biografia
Figlio di Luigi Pintor, uno dei fondatori del quotidiano Il manifesto, e nipote di Giaime Pintor e Marino Raicich, studiò al liceo classico "Terenzio Mamiani" di Roma. Dopo aver partecipato attivamente ai moti studenteschi del '68, negli anni settanta fu tra i fondatori (e primo direttore) della rivista Muzak che si occupava di musica e cultura giovanile, alla quale collaborarono tra gli altri Riccardo Bertoncelli e Lidia Ravera. Militante dei Circoli Ottobre nelle recensioni sulle pubblicazioni musicali sostenne la tesi del collegamento tra la musica pop e le esigenze culturali del proletariato giovanile comunista.
Pubblicò saggi sulla musica pop e sui cantautori in collaborazione con Gino Castaldo, Simone Dessì e Gianni Borgna, tra cui: C'era una volta una gatta, La chitarra e il Potere, Cercando un altro Egitto, Il futuro dell'automobile, dell'anidride solforosa e di altre cose, tutti pubblicati dalla Savelli editrice.
Amico di Marco Lombardo Radice, autore quest'ultimo del libro, divenuto poi celebre, (scritto a quattro mani insieme a Lidia Ravera) "Porci con le ali", Giaime né scriverà il dialogo a posteriori insieme ad Annalisa Usai. L'opera diverrà un fenomeno di costume e caso editoriale nel 1976.
Morì nel 1997, per un incidente farmacologico in una situazione di malattia cronica (diabete mellito di tipo 1), a Trieste, dove viveva da anni per tenere sotto controllo i problemi di salute (appoggiato alla struttura ospedaliera di Barcola).

## Opere
- La Chitarra e il potere: gli autori della canzone politica contemporanea, Roma, Savelli, 1976.
- Cercando un altro Egitto. Canzonettiere ad uso delle giovani e giovanissime generazioni, Roma, Savelli, 1976.
- Il futuro dell'automobile, dell'anidride solforosa e di altre cose, Roma, Savelli, 1977.
- Dell'anidride solforosa e di altre cose, Roma, Savelli, 1980.
- La messa. Due millenni di musica sacra, Firenze, Giunti, 1987.